# Coghuf

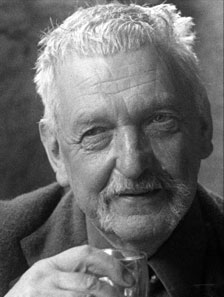
Coghuf

Coghuf (eigentlich Ernst Stocker; * 28. Oktober 1905 in Basel; † 13. Februar 1976 in Muriaux) war ein Schweizer Maler, Zeichner und Bildhauer. Er entwarf Wandteppiche und Glasfenster.

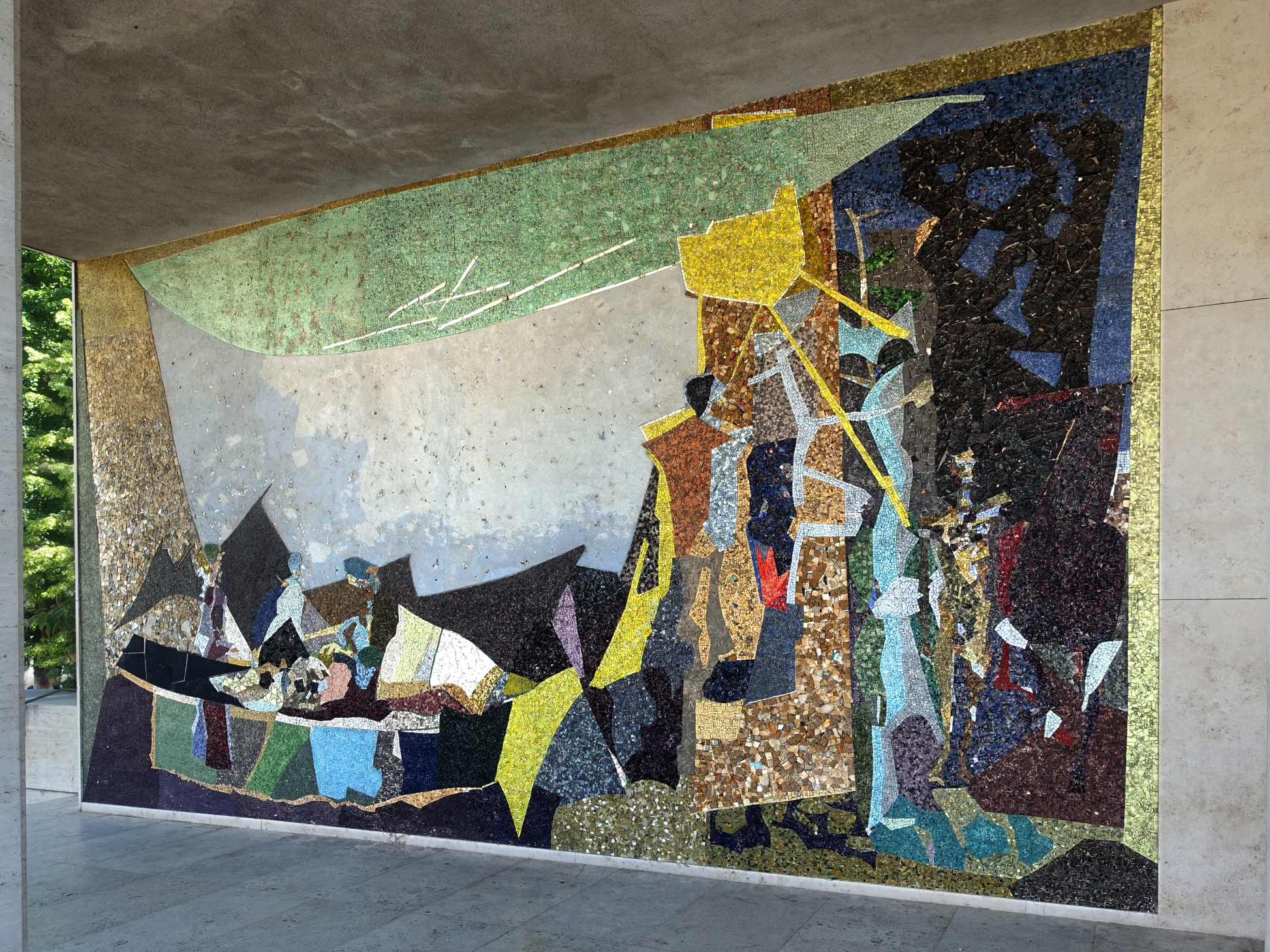
Wand-Mosaik, Kennen und Erkennen. Spalengraben, Universität Basel

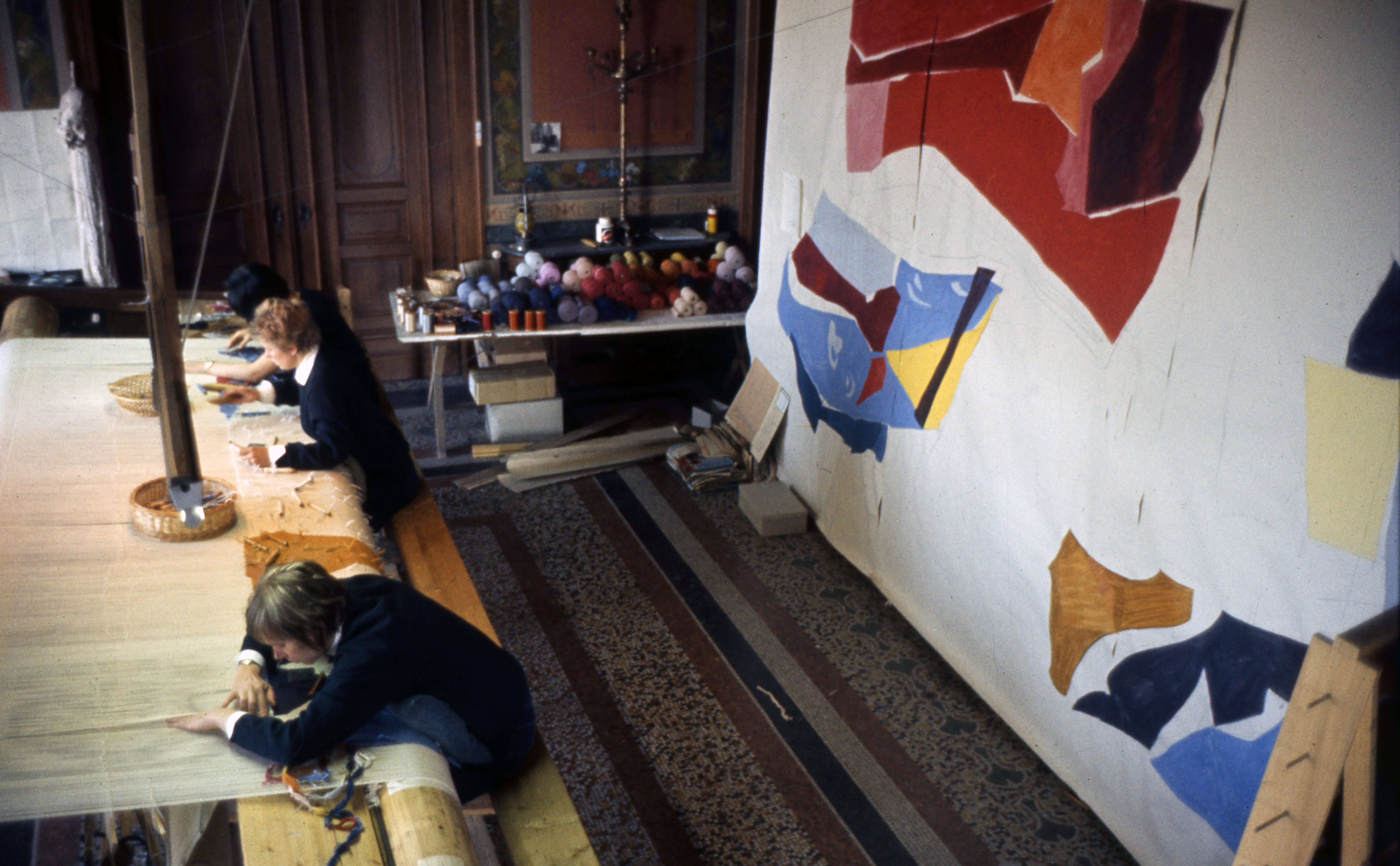
Das Fertigungshandwerk: den Wandteppich für die HSG-Aula liess Coghuf 1963 von Weberinnen rund um Silvia Valentin in Luzern erstellen

## Leben
Ernst Stocker war ein Sohn des Gärtners und Zugführers Johannes Stocker und der jüngere Bruder von Hans Stocker. Von 1920 bis 1924 machte er eine Lehre als Schlosser und unternahm bildhauerische Versuche bei Louis Léon Weber. Von 1925 bis 1927 hielt sich Stocker in Paris bei seinem Bruder auf und fand dort über die Kunstschlosserei und Bildhauerarbeiten bei Jacques Lipchitz unter dem Künstlernamen Coghuf (ab zirka 1927) den Weg zur Malerei. Ausserdem unternahm er Studien bei Willi Baumeister. Prägende Impulse empfing er von Werken Honoré Daumiers, Vincent van Goghs, Amedeo Modiglianis und Maurice Utrillos. Vor allem der Maler Chaim Soutine hat auf den jungen Stocker inspirierend gewirkt und ihn zu einer spannungsvollen Ausdrucksmalerei angeregt.
Unter dem Pseudonym Coghuf widmete sich Ernst Stocker ganz der Malerei. Ab 1927 schuf er Wandbilder an öffentlichen Gebäuden. Es folgten mehrere Auslandaufenthalte, unter anderem von 1931 bis 1932 in Paris an der Académie de la Grande Chaumière.
1928 gründete Stocker mit seinem Bruder Hans und Paul Camenisch, Otto Staiger, Charles Hindenlang und Max Sulzbachner die erfolgreiche Basler Künstlervereinigung Rot-Blau II. 1932 gaben die beiden Stocker den Anstoss zur Auflösung der Gruppe Rot-Blau II.
Während sich die anderen Künstler der Gruppe 33 anschlossen, gründeten die Brüder 1934 zusammen mit Max Gubler, Max Hunziker, Albert Schnyder, Heinz Haefliger, Max Hegetschwiler und Paul Speck die eher konservative, kurzlebige Schweizer Künstlervereinigung «BBZ 8».
Einige Werke von Coghuf gingen aus den Wettbewerben des Kunstkredits Basel-Stadt als Sieger hervor, oder sie wurden vom Kunstkredit in Auftrag gegeben. So gewann Coghuf mit seinem Wandbild Le Chant de l’Occident an der Rückwand des Sigristenhauses im Hof des Gymnasiums am Münsterplatz, Basel, und für das Wandbild für die Basler Hauptpost Bewegung oder Arbeiter auf dem Weg zur Arbeit von 1931–1934 den Kunstkredit-Wettbewerb. Das Ölgemälde, das als eines seiner Hauptwerke gilt, entsprach jedoch nicht dem gängigen Zeitgeist. 1957 wurde es abgehängt, im Kunstmuseum deponiert und durch ein Wandbild von Judith Müller (1923–1977) anlässlich eines erneuten Umbaus ersetzt.
Weitere Werke waren: Wandbild Les quatre heures von 1937, für das Isaak-Iselin-Schulhaus oder 1955 das grosse Mosaik Kennen und Erkennen für das Universitätsgebäude. Coghuf setzte sich bei diesem Kunstkredit-Wettbewerb gegen Otto Abt, Karl Glatt, Walter Moeschlin und Gustav Stettler durch. Das Mosaik besteht aus Natursteinen verschiedenster Art, Glas aus Hebron, venezianischen Goldglaswürfeln und Muscheln. Dieses Werk kann, wie das Mosaik am Kollegieneingang von Walter Eglin, als ein Meisterwerk bezeichnet werden.
Es folgte eine Zeit der Selbstfindung und des Reisens. 1935 siedelte Coghuf in die Freiberge über. 1939 heiratete er Hedwig Rudin. Der Ehe entstammen zehn Kinder, und von 1946 bis 1976 lebte er mit seiner Familie in Muriaux.
Ab 1957 gestaltete er mehrere Glasfenster, u. a. malte er 1961 den Altarbaldachin La Sainte Trinité in der St.-Marien-Kirche sowie einige Tapisserien und Emailarbeiten. In seinen Glasbildentwürfen ging er, wie mancher wichtige französische Maler seiner Generation, etwa Jean René Bazaine oder Roger Bissière, zu weitgehend abstrakten farbintensiven Kompositionen über, in denen er seiner persönlichen, naturbestimmten Religiosität Form und Gestalt geben konnte.
Die 2021 erschienene Biographie des Kunsthistorikers Yves Guignard enthält Bilder Coghufs, Fotos und Geschichten über sein Leben.

## Werke (Auswahl)

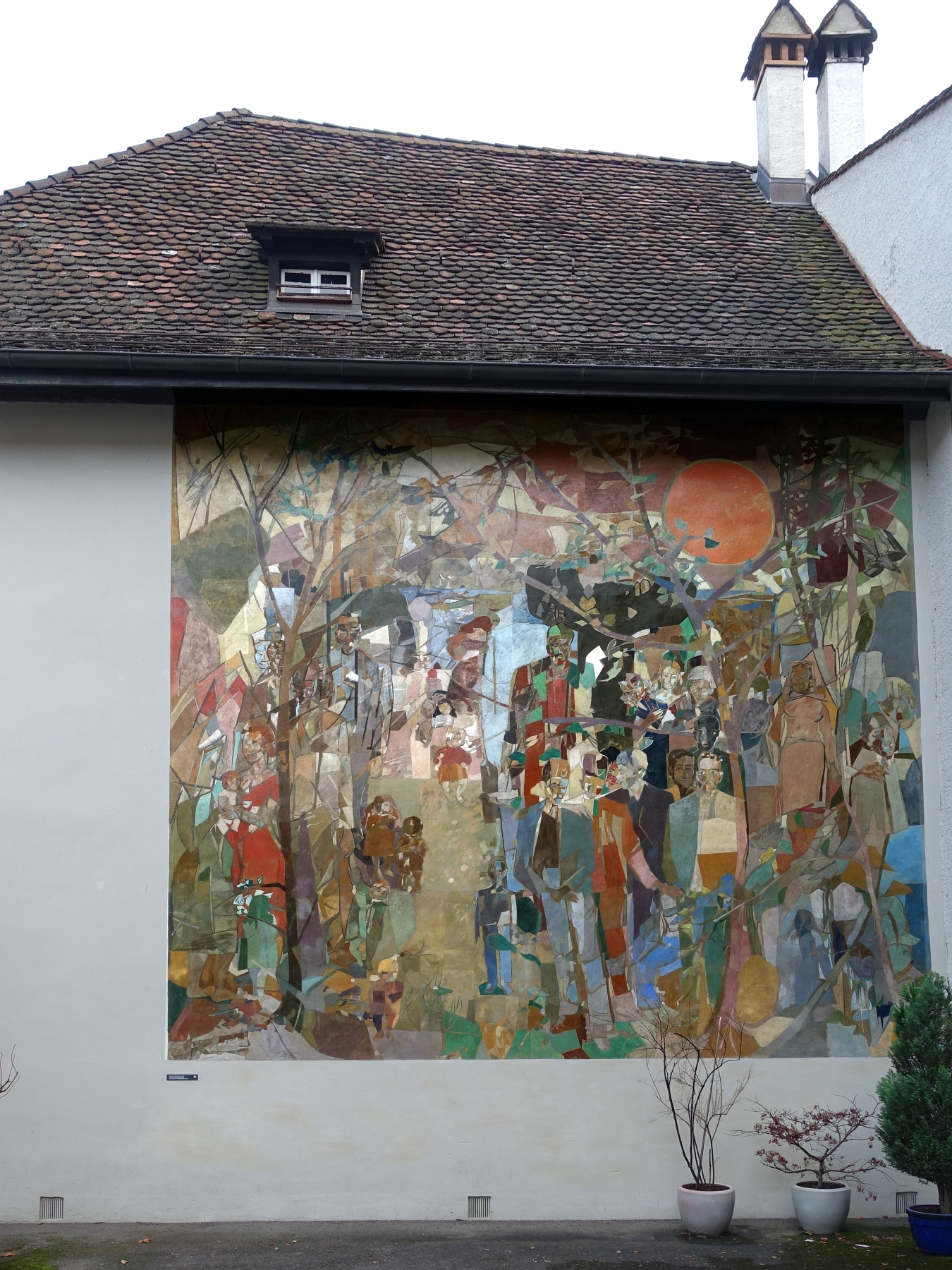
Le Chant de l’Occident, Gymnasium am Münsterplatz, Basel

- 1931–1934: Bewegung oder Arbeiter auf dem Weg zur Arbeit, Wandbild für die Hauptpost Basel.
- 1937–1938: Les quatre heures, Wandbild in der Isaak Iselin Schule, Basel
- 1940–1944: L’entrée des troupes françaises et polonaises en Suisse, Wandbild. Früher im Treppenhaus des Kaserne, heute im Zeughaus, Basel
- 1946–1953: Le Chant de l’Occident an der Rückwand des Sigristenhauses im Hof des Humanistischen Gymnasiums am Münsterplatz, Basel
- 1955–1960: Kennen und Erkennen, Kollegiengebäude, Eingang Spalengraben der Universität Basel
- 1962: Kirchenfenster in Soubey
- 1961–1964: Der Zaubergarten, Wandgemälde, Allgemeine Gewerbeschule Basel

## Bildergalerie

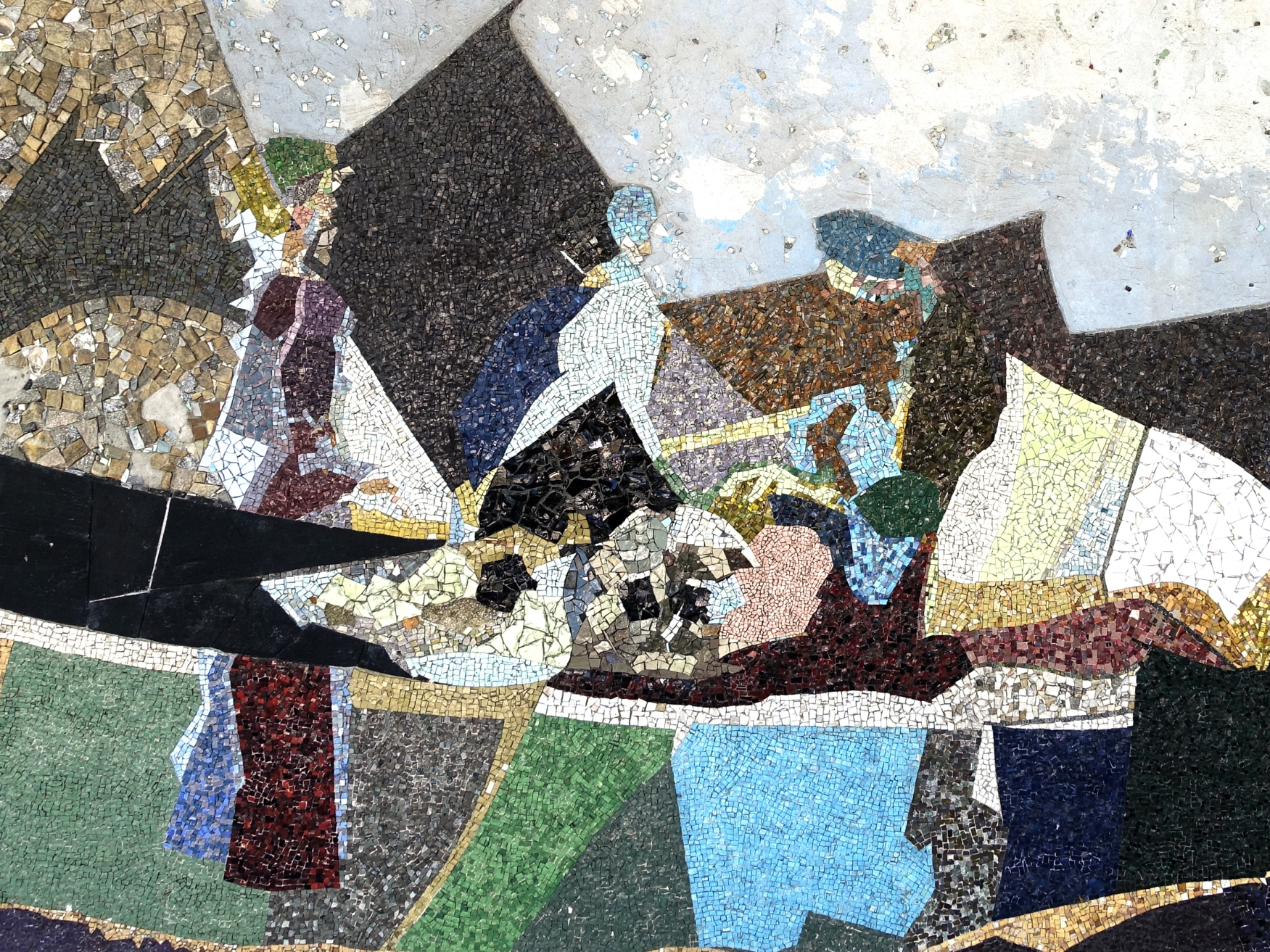
Detail, Kennen und Erkennen
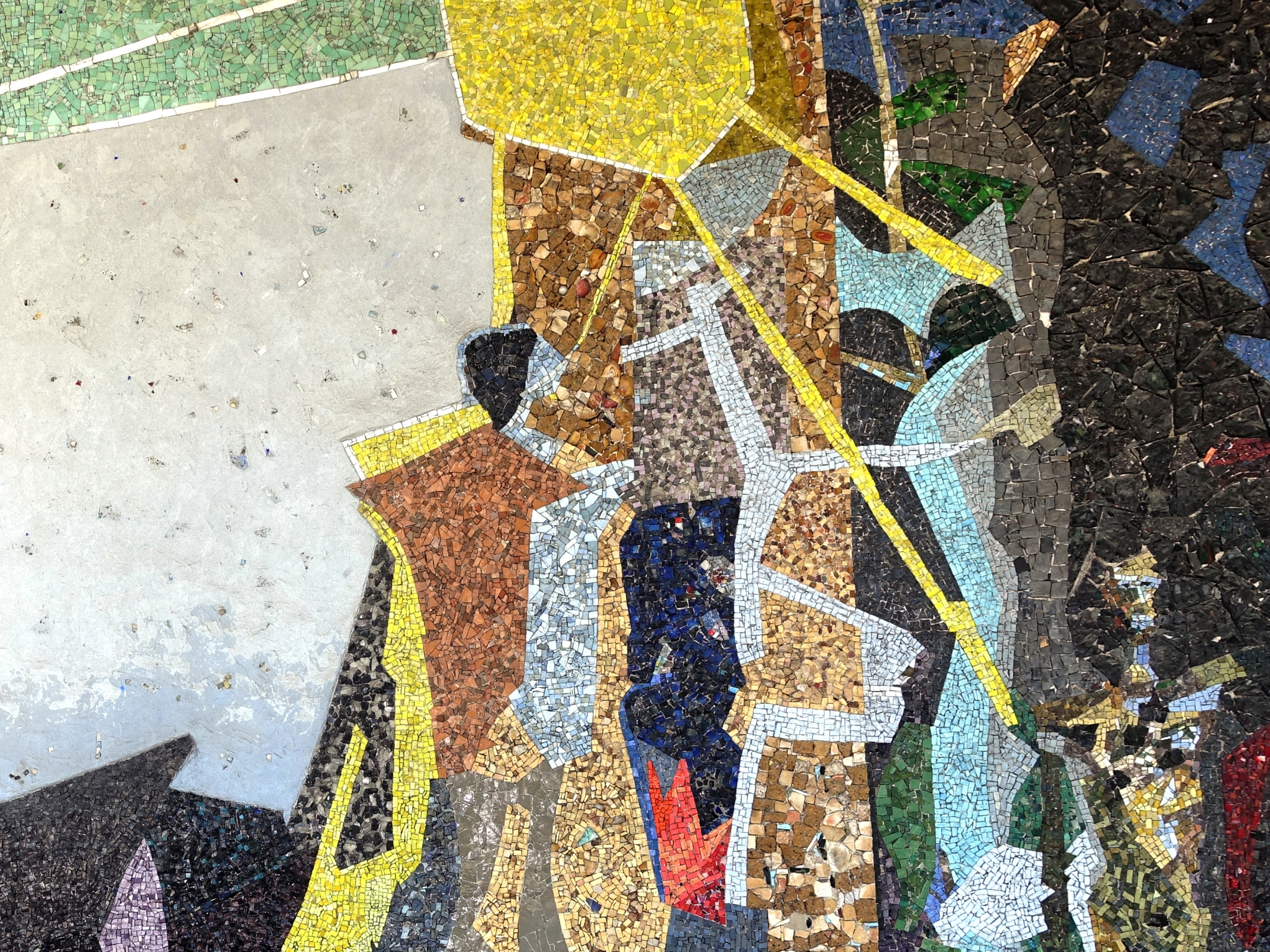
Detail, Kennen und Erkennen
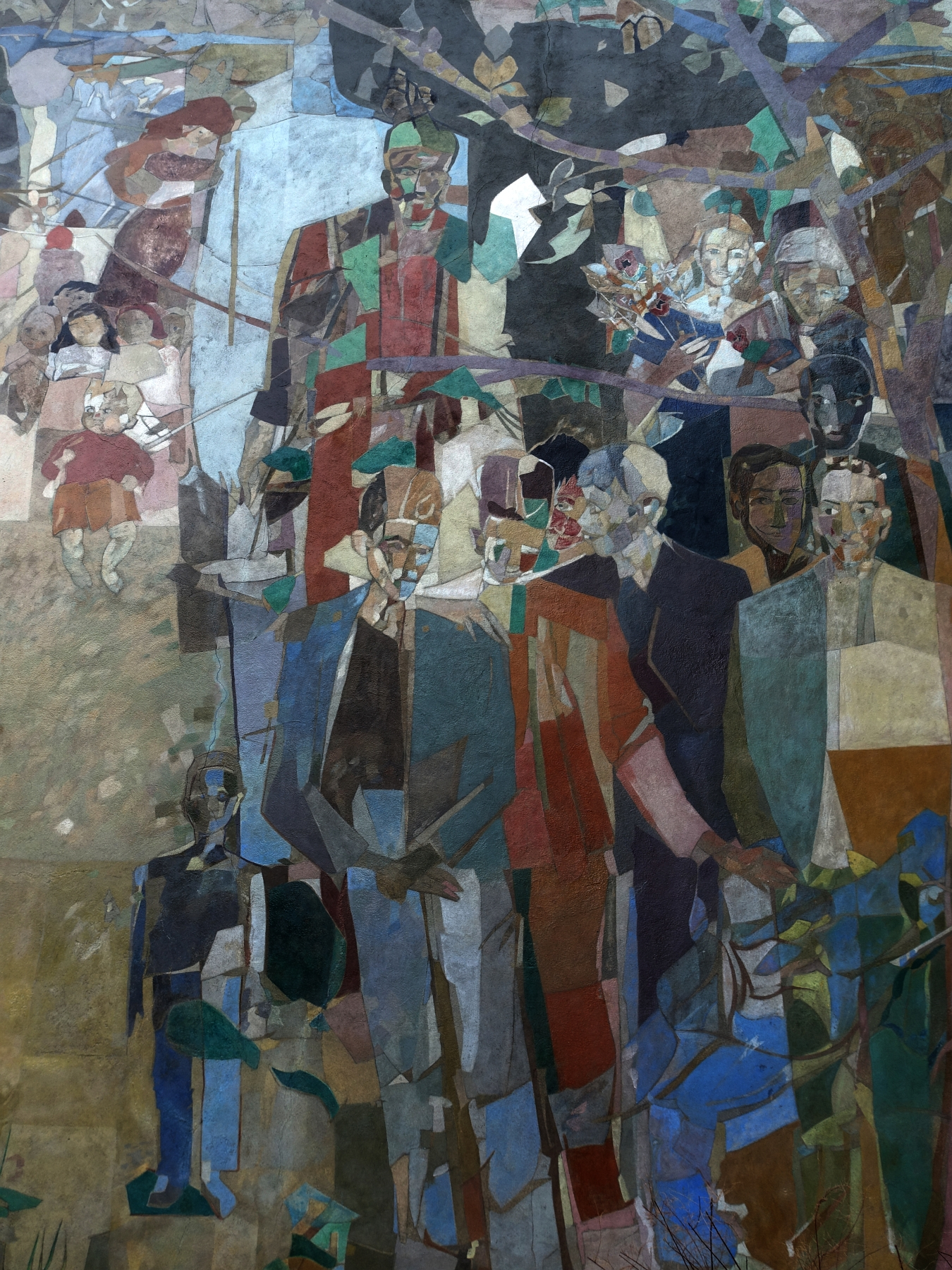
Detail, Le Chant de l’Occident
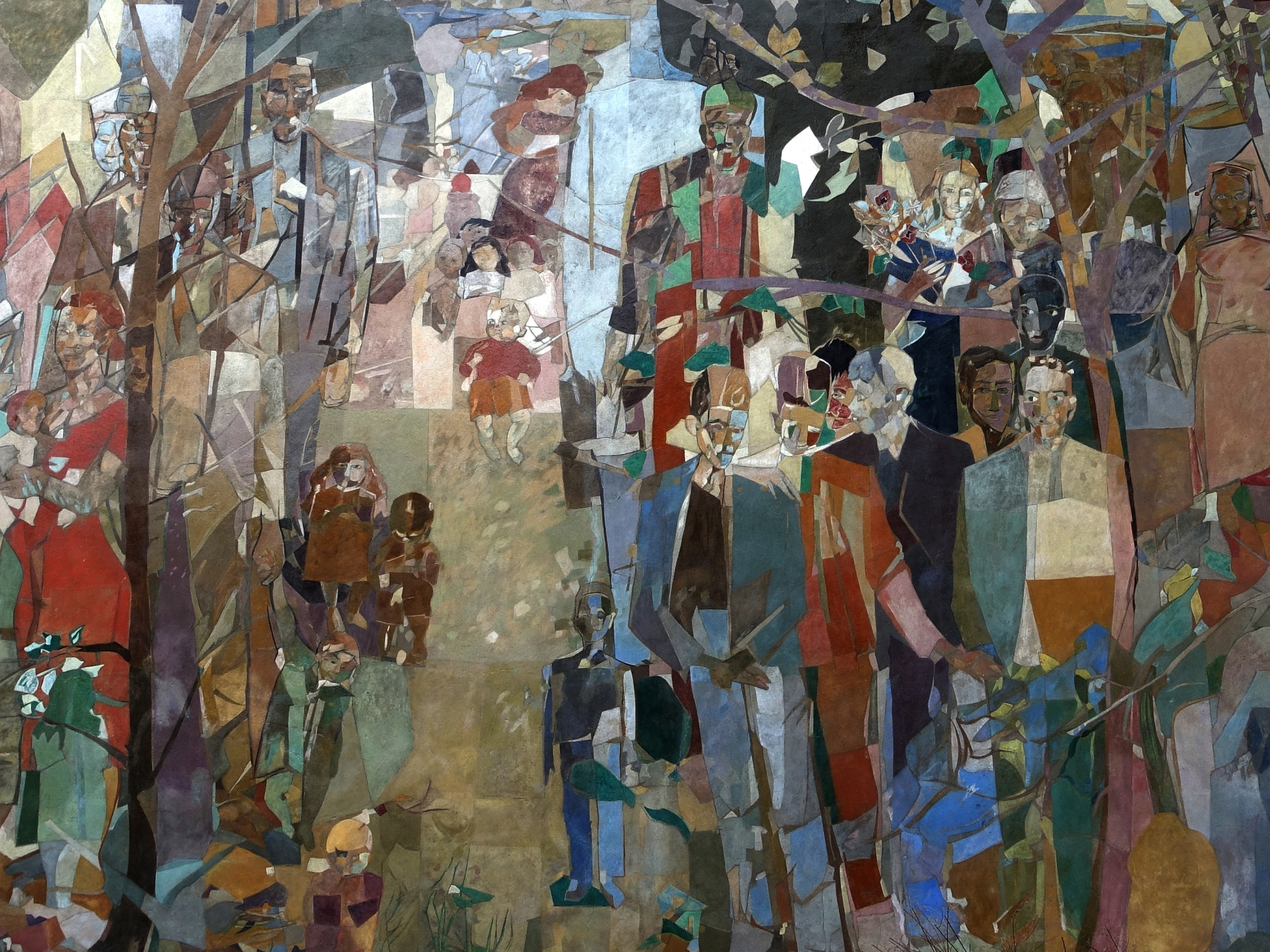
Le Chant de l’Occident